# 朱慈爛
朱慈爛，字懷東，江西建昌府南城縣人，明朝政治人物、賜特用宗科進士出身，益藩宗人。
崇禎九年（1636年）成舉人，十三年（1640年）壬登特用進士，歷官冀州知州，拒寇全城，遷昌平知州。